# Desierto
Desierto è un film del 2015 scritto, diretto, montato e prodotto da Jonás Cuarón, figlio di Alfonso Cuarón, qui produttore della pellicola.
Il film affronta il tema dell'immigrazione.

## Trama
Un camion che trasporta messicani alla ricerca della frontiera statunitense, a causa di una rottura meccanica si ferma in mezzo al deserto. Il gruppo è costretto a proseguire a piedi e poco dopo si divide in due. Quelli di loro con il passo più lento restano indietro e da lontano, fra le rocce, scorgono un uomo che con un fucile spara a tutti gli altri che stavano già attraversando la pianura. Il cacciatore è un americano sociopatico che odia gli immigrati messicani e non si darà per vinto fino a quando non li avrà uccisi tutti. Con sé ha un cane che si mette sulle tracce dei superstiti, dando inizio a una caccia fino all'ultimo uomo.

## Produzione
Il budget del film è stato di circa 3 milioni di dollari.
Le riprese del film sono state effettuate in Messico.

## Promozione
Il primo trailer del film viene diffuso il 23 dicembre 2015.

## Distribuzione
Il film è stato presentato nella sezione Special Presentations al Toronto International Film Festival, il 13 settembre 2015.
La pellicola è stata distribuita nelle sale cinematografiche statunitensi a partire dal 4 marzo 2016.

## Colonna sonora
La colonna sonora del film è interamente composta da Woodkid. Con questo album l'artista francese è tornato sulla scena musicale dopo l'annuncio del ritiro nel 2014.

### Tracce
1. Land of All – 5:16
2. The Frontier – 4:08
3. Shoot Them Down – 2:10
4. Tracker – 5:57
5. Jump – 2:36
6. The Ridge – 1:56
7. Dusk Talks – 4:36
8. False Hopes – 3:37
9. Flare Gun – 6:08
10. Web of Thorns – 3:31
11. Sam and Moises – 7:24
12. Que Te Mate el Desierto – 3:23

## Riconoscimenti
- 2015 - Toronto International Film Festival[6]
  - Premio FIPRESCI della critica internazionale a Jonás Cuarón
- 2015 - London Film Festival
  - Candidatura per il miglior film
- 2016 - Taormina Film Fest[7]
  - Taormina Arte Award per il miglior film
- 2016 - Festival de La Habana[8]
  - Miglior film
- 2016 - Premio Fénix
  - Candidatura per i migliori effetti sonori
- 2017 - Diosas de Plata[9]
  - Miglior film
  - Candidatura per il miglior regista a Jonás Cuarón
  - Candidatura per la miglior sceneggiatura a Jonás Cuarón e Mateo García
  - Candidatura per il miglior attore protagonista a Gael García Bernal
  - Candidatura per la miglior attrice non protagonista per Alondra Hidalgo
  - Candidatura per la miglior fotografia a Damián García
  - Candidatura per il miglior montaggio a Jonás Cuarón
  - Candidatura per la miglior produzione